# Sinaloa (gemeente)
Sinaloa is een gemeente in de Mexicaanse deelstaat Sinaloa. De hoofdplaats van Sinaloa is Sinaloa de Leyva. Sinaloa heeft een oppervlakte van 6.186 km² en 85.017 inwoners (census 2005).
Ahome · Angostura · Badiraguato · Choix · Concordia · Cosalá · Culiacán · Eldorado · Elota · Escuinapa · El Fuerte · Guasave · Juan José Ríos · Mazatlán · Mocorito · Navolato · Rosario · Salvador Alvarado · San Ignacio · Sinaloa